# كريستيان هولسماير
كريستيان هولسماير (بالألمانية: Christian Hülsmeyer)‏ 1881-1957 رجل أعمال ألماني ومخترع الرادار.
كان مهتماً بالفيزياء وخاصة بأبحاث هاينريش رودولف هرتز حول الأمواج الكهرومغناطيسية.
حيث أكد أنه من الممكن تحديد الأجسام المعدنية عن طريق إرسال موجات كهرومغناطيسية، والتي تنعكس عن تلك الأجسام ثم تعود إلى جهاز الاستقبال. وكان الذي يثير اهتمامه هو تحديد موقع السفن.

## روابط خارجية
- كريستيان هولسماير على موقع الموسوعة البريطانية (الإنجليزية)
- كريستيان هولسماير على موقع مونزينجر (الألمانية)